# Plaça de Sant Josep (Lleida)
La Plaça de Sant Josep és un espai públic de Lleida inclòs a l'Inventari del Patrimoni Arquitectònic de Catalunya.

## Història
Cap al 1200, any en què es va construir el temple parroquial de Sant Llorenç, aquesta plaça ni tan sols existia. Al seu espai hi havia un tros del vell fossar i un carrer travesser que comunicava amb la vila dels sarraïns. Amb la construcció del convent de Sant Josep dels carmelites descalços i l'església barroca (1590-1640), la plaça de Sant Josep va adquirir la forma i extensió actual, si bé el terra era més elevat.
Amb l'erecció de la grandiosa capella del Sant Crist, s'acabà de fixar els límits de la moderna plaça de Sant Josep. A primers del segle xx, es remodelà i es construïren les escales d'accés a la porta i al campanar gòtic dels Gallart. Fou arreglada el 1982 per l'arquitecte Guillem Sáez Aragonés.

## Descripció
De forma aproximadament rectangula, està conformada per la façana del darrere de l'església de Sant Llorenç, la rectoria i una filera de cases de planta baixa i dos pisos.
L'escalinata d'entrada a Sant Llorenç, així com el seu campanar atrauen l'atenció de la plaça com a punt principal, que d'altra manera es diluiria per la poca alçada dels edificis que l'envolten.